# Nekropole von Briaglia

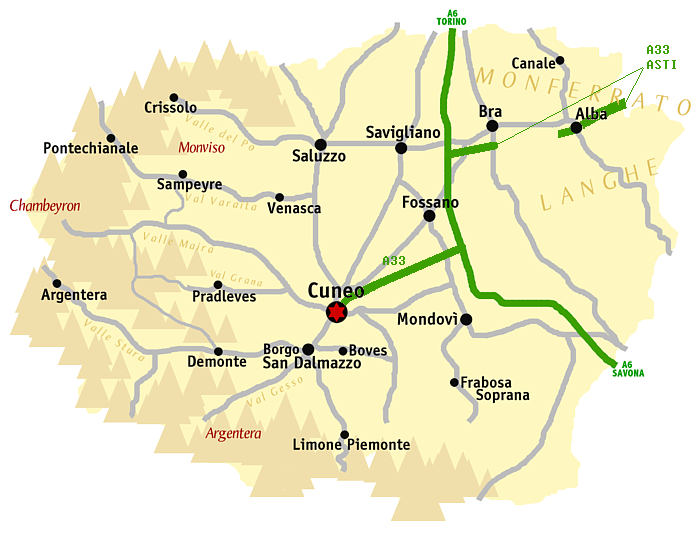
Briaglia liegt östlich von Mondovì

Die Nekropole von Briaglia liegt an einem Hügel nordöstlich des Ortskerns von Briaglia in der Provinz Cuneo im Piemont in Italien. Briaglia ist Teil der Berggemeinschaft Valli Monregalesi. Die Nekropole besteht aus einem Dolmen, zahlreichen Menhiren, Statuenmenhiren und Steinen mit Petroglyphen, die Menschen- und Tierbilder darstellen. Die Entdeckung der 4000 Jahre alten megalithischen Nekropole veröffentlichte 1972 Ettore Janigro D’Aquino.
Der Dolmen von Briaglia wird von einem langen Dromos gebildet, an dessen Ende sich ein Portal öffnet, das in eine in tuffähnliches Material gegrabene, nach links versetzte Kammer führt, die mit rotem Ocker ausgemalt wurde. Die Wände sind mit Kalkablagerungen bedeckt, und nur an einigen Stellen kann man den Ocker sehen. Links des Einganges befinden sich zwei Eintiefungen und im Gang seitliche Nischen. Eine Besonderheit des Dolmens ist die Tatsache, dass die Sonne während der Wintersonnenwende (ähnlich wie in Newgrange) den Boden der Kammer erleuchtet. Einige Jahre nach der Entdeckung verschwand das Medieninteresse, viele Steine gingen verloren und der Dolmen wurde vergessen.
2004 wurde ein Ausschuss für die Erforschung des Ortes eingerichtet, der 2008 zur Eröffnung eines Gebiets führte, in dem einige der Menhire platziert wurden, während andere in der ehemaligen Bruderschaft von San Giovanni aufbewahrt werden.

## Kontext
Die Nekropole gehört möglicherweise zur wenig bekannten ligurischen Bagienni-Kultur (die allerdings erst lange Zeit später historisch bezeugt ist). Carlo Fedele Savio (1857–1948) nahm an, dass die Bagienner, ein ligurischer Stamm so wie die benachbarten Tauriner, die Provence in Frankreich und das Piemont beherrscht hätten. Janigro D’Acquino zufolge sei das Volk, das wahrscheinlich aus dem östlichen Mittelmeerraum stammte, zuerst nach Sardinien gekommen, wo es die Nuraghenkultur begründet hätte und nach Korsika und Elba gelangt sei. In der Toskana sei dank ihnen die etruskische Kultur entstanden, während andere an die Küsten Liguriens kamen. In Ligurien siedelten die Bagenni am Fluss Tanaro bis nach Briaglia. D’Aquino vermutete, dass die keltische Zivilisation Mitteleuropas aus einer ähnlichen Migration stammte. Dies zeige sich in der Tatsache, dass beim Vordringen der Kelten nach Norditalien keine Kämpfe stattgefunden hätten, sondern sich die Völker problemlos vermischten, aber dann schnell im römischen Reich aufgingen.